# Ali Bahri
Ali Bahri Khomani (pers. علی بحری; ur. 6 grudnia 1951) – irański bokser, olimpijczyk.
Wystartował w wadze półśredniej na letnich igrzyskach olimpijskich w 1976. W pierwszej rundzie spotkał się z reprezentantem NRD Jochenem Bachfeldem. Pojedynek zakończył się w drugiej rundzie, kiedy Irańczyk nie był w stanie kontynuować walki (Bachfeld został na tym turnieju mistrzem olimpijskim).